# جورج ألين (موظف مدني)
جورج ألين (بالإنجليزية: George Allen)‏ هو موظف مدني أسترالي، ولد في 23 أغسطس 1852 في غيلونغ في أستراليا، وتوفي في 20 أبريل 1940.